# Дворец спорта и культуры имени Балуана Шолака
Дворец спорта и культуры имени Балуана Шолака — дворец спорта и культуры в Алма-Ате, бывший Дворец спорта им. 50-летия Октября. Построен в 1967 году (архитектор Владимир Кацев), реконструирован в 2010 году.

## История
Построен по заказу Государственного комитета по физической культуре и спорту при Совете Министров Казахской ССР. На момент постройки имел главный зал (68х33 м) с 4 трибунами на 6 тысяч мест, машинное отделение для подготовки искусственного льда, медицинское и методические кабинеты. 9 месяцев в году функционировала ледовая арена, на которой проводились учебно-тренировочные занятия и соревнования по хоккею и фигурному катанию. Во дворе Дворца Спорта проводились международные, всесоюзные и республиканские соревнования по боксу, баскетболу, каратэ, проходили выступления артистов эстрады и балета на льду, международные выставки и республиканские ярмарки. Здание имеет расширенный первый этаж. На главном фасаде здесь выполнена лоджия со сплошным витражом и глухим ограждением по бокам. В средней части, напротив входных дверей помещен длинный пандус. На дворовом фасаде вместо лоджии наличествуют большие витражи и ворота, находящиеся посередине. Первые этажи боковых фасадов решены на сочетании глухих широких гладких угловых простенков и фриза со сплошным витражом. В средней части между дверями наличествуют широкие глухие простенки с низким многофигурным двухцветным рельефом спортивной тематики. На главном и дворовом фасадах глухая высокая стена имеет лучковый щипец, а её поверхность покрыта крупными треугольными призмами, симметрично смещенными относительно друг друга и чередующимися в вертикальных рядах. На главном фасаде в левой верхней стороне щипца помещена накладная плоскорельефная металлическая композиция, изображающая бегунов с факелом; её композиционно уравновешивает парапетная надпись полного названия сооружения с правой стороны входной лоджии. В верхней части стены дворового фасада выполнен ленточный проём. Верхние витражи боковых фасадов закрыты четырёхрядной решеткой из косо расположенных плоских прямоугольных плит. Они попарно сближены и смещены относительно друг друга в смежных рядах. На западном фасаде в верхней части наличествует небольшая лоджия с глухим ограждением. Состав авторского коллектива архитекторов: В. Кацев, И. Слонов, О. Наумова, В. Толмачёв, И. Цитрин . На восточной стороне здания расположено сграффито художника-графика Евгения Сидоркина.

## Характеристики
Общая площадь объекта: 1,6216 га
Единовременная пропускная способность: 5000 зрителей
Температура поверхности льда: -5° С
Температура воздуха: +17° С
Влажность: 44%

## Реконструкция кАзиатским играм
Строительные работы начались с начала 2009 года. Проект реконструкции разработан ТОО «RL Development». В настоящее время после реконструкции общее количество мест дворца составляет 3725 человек, против 6000 человек до реконструкции. Были заменены все инженерно-технические коммуникации, увеличена площадь вспомогательных помещений, где сейчас размещены раздевалки, медико-восстановительный комплекс, комнаты отдыха и разгрузки, пресс-центр, комментаторские кабинки. Было установлено электронное табло самой последней модификации. Идут работы по постройке парковки на 850 машин. Общая стоимость проекта — 8,6 миллиарда тенге (около 57,5 миллиона долларов). По другой информации, общая сметная стоимость реконструкции объекта — 22 млрд тенге. Сумма, выделенная на разработку ПСД, составила 400 млн тенге. Стоимость реконструкции объекта по заключению Государственной экспертизы — 18,5 млрд.тенге.
Дворец спорта был сдан в эксплуатацию осенью, и в ноябре того же года там прошли первые после реконструкции Дворца соревнования — Элитный раунд Кубка УЕФА по футзалу.
С 2011 года начата активная эксплуатация Дворца спорта: здесь проведена Церемония закрытия зимних Азиатских игр 2011, Финал Кубка УЕФА по футзалу 2010/11, этап Мирового Гран-При по волейболу 2011, этап Кубка мира по дзюдо 2011, этап Мирового Гран-При по женскому волейболу 2013, чемпионат мира по боксу 2013. В настоящее время во Дворце спорта часто проходят спортивные состязания континентального и мирового уровня по олимпийским видам спорта, а также концертные шоу-программы казахстанских и зарубежных звёзд эстрады. При дворце спорта открыта школа-секция фигурного катания «Олимпик»

## Проблемы
Дворец спорта за годы независимости неоднократно менял собственника в связи с чем возникают проблемы его функционирования и развития спорта в Казахстане. Проблемы начались в начале 2000-х годов с так называемой децентрализацией и реформированием государственного управления с последующей передачей Дворца спорта из собственности и управления Министерства спорта в коммунальную собственность акимата города Алматы. За время нахождения в коммунальной собственности акимата Дворец пришел в упадок, ухудшилось его материально-техническое состояние, никаких мер по его восстановлению и ремонту акиматом не предпринималось. В связи с этим в 2008 году было принято решение вернуть Дворец спорта в республиканскую собственность в управление Министерства культуры и спорта, после чего проведена его капитальная реконструкция и материально-техническое переоснащение. Вплоть до 2018 года проблем у Дворца спорта и претензий к его республиканскому управлению ни у кого не возникало, однако несмотря на это аким Байбек поднял вопрос о передаче Дворца в коммунальную собственность акимата. Несмотря на абсурдность вопроса и учитывая предыдущий опыт владения Дворцом акимата, запрос акима всё равно поддержал премьер-министр Сагинтаев и поручил Министерству культуры и спорта передать Дворец спорта в собственность акимата города Алматы.
После передачи в собственность акимата у Дворца сменился директор, а уже 5 декабря 2018 года тренерам с большим стажем работы, проводившим обучение детей в секции фигурного катания были вручёны уведомления «О сокращении должности». От тренеров новое руководство, действующее с одобрения акимата, потребовало, чтобы они перешли на коммерческий порядок работы. По мнению руководства комплекса тренера должны самостоятельно уволится с работы и добровольно перейти на арендный порядок работы с обязательной регистрацией в качестве индивидуального предпринимателя. Также от тренеров потребовали самостоятельного поднять стоимость посещения секции фигурного катания для детей. Данные решения и требования вызвали возмущение среди родителей учащихся секции фигурного катания, ими были разосланы обращения премьер-министру и в администрацию Президента.

### Цены за вход
После передачи Дворца спорта в собственность акимата, в 2019 году были значительно повышены цены за вход на массовые катания. Стоимость входа для детей повысилась с 500 тенге до 700 тенге, для школьников и студентов 1000 тенге тенге, для взрослых 1500 тенге.

### Недоступность
Массовые катания во дворце проводятся только два раза в неделю в субботу и воскресенье.

## Собственники объекта
В советское время Дворец спорта находился в государственной республиканской собственности и управлялся Министерством спорта. После распада СССР был также в государственной республиканской собственности Агентства Республики Казахстан по туризму и спорту, но в 2000 году Постановлением Правительства Республики Казахстан от 26 августа 2000 года N 1309 передан в коммунальную собственность акимата города Алма-Аты.
В октябре 2008 года в связи с плохим материально-техническим состоянием и недостаточно качественным управлением со стороны коммунального собственника акимата города вновь переходит в республиканскую собственность АО «Исполнительная дирекция Организационного комитета 7-х зимних Азиатских игр 2011 года» Министерства туризма и спорта Республики Казахстан. После чего за счет республиканского бюджета производится капитальная реконструкция Дворца спорта. После реконструкции и проведения Азиады в 2011 году переименовывается в ТОО «Спортивно-культурный комплекс» АО «Казспортинвест» (бывшее АО «Исполнительная дирекция Организационного комитета 7-х зимних Азиатских игр 2011 года») Министерства культуры и спорта РК Республики Казахстан.
В 2018 году акимом Байбек инициирован вопрос передачи Дворца спорта из Министерства культуры и спорта РК на баланс городского акимата для развития туризма, а именно открытия в нём туристического хаба с созданием стоянок для автобусов. Несмотря на негласные протесты Министерства культуры и спорта РК, премьер-министр Казахстана Бакытжан Сагинтаев поручил министерству передать Дворец в собственность акимата г. Алма-Аты.
19 апреля 2018 года ТОО «Спортивно-культурный комплекс» (Дворец спорта) был передан из республиканской в коммунальную собственность акимата Алма-Аты.